# Rana chiricahuensis
Rana chiricahuensis é uma espécie de anfíbio da família Ranidae.
Pode ser encontrada nos seguintes países: México e Estados Unidos da América.
Os seus habitats naturais são: florestas temperadas, rios, rios intermitentes, pântanos, lagos de água doce, lagos intermitentes de água doce, marismas de água doce, marismas intermitentes de água doce, nascentes de água doce, lagoas e escavações a céu aberto.
Está ameaçada por perda de habitat.